# بني جيش (الشاهل)

تعديل مصدري - تعديل

بني جيش هي إحدى قرى عزلة جانب اليمن بمديرية الشاهل التابعة لمحافظة حجة، بلغ تعداد سكانها 704 نسمة حسب تعداد اليمن لعام 2004.